# Coatsland
Koordinaten: 77° 0′ 0″ S, 27° 30′ 0″ W

Coatsland ist ein Gebiet in der Ostantarktis, das aus britischer Sicht zum Britischen Antarktis-Territorium gehört und dessen Nordostteil bildet. Es schließt sich westlich an die zum Königin-Maud-Land gehörige Prinzessin-Martha-Küste an und bildet damit die östliche Küste des Weddell-Meeres. Es erstreckt sich in einer Ausrichtung vom Südwesten nach Nordosten zwischen dem 20. und 36. Grad westlicher Breite. Der nordöstliche Teil wurde durch William Speirs Bruce entdeckt, der die Scottish National Antarctic Expedition (1902–1904) leitete. Er benannte die Region nach den Brüdern, Unternehmern und Philanthropen James Coats Jr. (1841–1912) und Andrew Coats (1862–1930), den wichtigsten Unterstützern der Expedition. Dieser nordöstliche Teil des Gebiets östlich von 27° 54′ 0″ W ist die Caird-Küste. Das Prinzregent-Luitpold-Land schließt sich südwestlich bis zur Schelfeiskante Filchner-Schelfeises an:
Küstenabschnitte:
- Caird-Küste: von Stancomb-Wills-Gletscher (75°S, 20°W) bis Hayes-Gletscher (76°16′0,1″S, 27°54′W)
- Luitpold-Küste: von Hayes-Gletscher (76°16′0,1″S, 27°54′W) bis zur Kante des Filchner-Schelfeises (78°15'S, 36W)
- Ostküste des Filchner-Schelfeises (südlich bis 82°S[1]).

Südlich und südwestlich des Coatslandes liegt Queen Elizabeth Land.
Im Dezember 1914 bis Januar 1915 führte der britische Polarforscher Ernest Shackleton mit seiner Endurance-Expedition (1914–1916) die weitere Erforschung nach Süden fort und erforschte dabei das Land, das der deutsche Polarforscher Wilhelm Filchner 1912 bei der Zweiten Deutschen Antarktisexpedition (1911–1912) von Bord des Expeditionsschiffs Deutschland entdeckt hatte. Shackleton startete seine Erkundungen an Bord der Endurance an der Caird-Küste.